# Richard Porson
Richard Porson, född 25 december 1759, död 25 september 1808, var en brittisk filolog.
Porson var professor vid Trinity College i Cambridge. Han har vid sidan av Richard Bentley ansetts som Storbritanniens främste textkritiker. Porson publicerade bland annat utgåvor av Aischylos (1795), Euripides Hekabe (1797), där han lade fram betydande upptäckter rörande den grekiska trimeterns uppbyggnad, Orestes, Phoinissae (1799) och Medea (1801). Porsons Tracts and miscellaneous criticism utgavs av Thomas Kidd 1815, hans Adversaria 1812.